# 포상팔국
포상팔국(浦上八國)은 삼국 시대에 가야의 남부 지역에 있던 8개 나라를 지칭한다. 《삼국사기》와 《삼국유사》에 몇몇 나라의 이름이 전한다. 가야 연맹이 가락국에 의해 주도되고 동아시아의 해상 무역이 가락국의 독주로 이루어지자 남해안 지역의 소국들이 이에 대항해 해상 무역 등의 주도권 쟁탈에 나섰던 것으로 여겨진다.

## 현재 지명과의 대비
8개국 중 5개국이 알려져 있는데, 《삼국유사》에서 나주로 추정한 보라국(保羅國)의 위치에 대해서는 이견이 존재한다. 나머지 4개국은 《삼국사기》, 《삼국유사》의 지명을 오늘날과 대비해 보면 모두 경상남도에 있다.
- 골포국(骨浦國): 오늘날 경상남도 창원시 마산합포구
- 칠포국(柒浦國): 오늘날 경상남도 함안군 칠원읍
- 고사포국(古史浦國; 《삼국유사》에서는 고자국(古自國)): 오늘날 경상남도 고성군
- 사물국(史勿國): 오늘날 경상남도 사천시

## 같이 보기
- 금관가야
- 아라가야
- 소가야